# Etiopía en los Juegos Paralímpicos
Etiopía en los Juegos Paralímpicos está representada por el Comité Paralímpico Etíope, miembro del Comité Paralímpico Internacional.
Ha participado en nueve ediciones de los Juegos Paralímpicos de Verano, su primera presencia tuvo lugar en Tel Aviv 1968. El país ha obtenido seis medallas en las ediciones de verano, tres de oro y tres de plata.
En los Juegos Paralímpicos de Invierno Etiopía no ha participado en ninguna edición.

## Medallero

### Por edición
Juegos Paralímpicos de Verano
| Evento              | Oro | Plata | Bronce | Total |
| ------------------- | --- | ----- | ------ | ----- |
| Tel Aviv 1968       | 0   | 0     | 0      | 0     |
| Heidelberg 1972     | –   | –     | –      | –     |
| Toronto 1976        | 0   | 0     | 0      | 0     |
| Arnhem 1980         | 0   | 0     | 0      | 0     |
| 1984 – 2000         | –   | –     | –      | –     |
| Atenas 2004         | 0   | 0     | 0      | 0     |
| Pekín 2008          | 0   | 0     | 0      | 0     |
| Londres 2012        | 0   | 1     | 0      | 1     |
| Río de Janeiro 2016 | 0   | 1     | 0      | 1     |
| Tokio 2020          | 1   | 0     | 0      | 1     |
| París 2024          | 2   | 1     | 0      | 3     |
| TOTAL               | 3   | 3     | 0      | 6     |

### Por deporte
Deportes de verano
| Evento    | Oro | Plata | Bronce | Total |
| --------- | --- | ----- | ------ | ----- |
| Atletismo | 3   | 3     | 0      | 6     |
| TOTAL     | 3   | 3     | 0      | 6     |